# Narcisa de Jesús

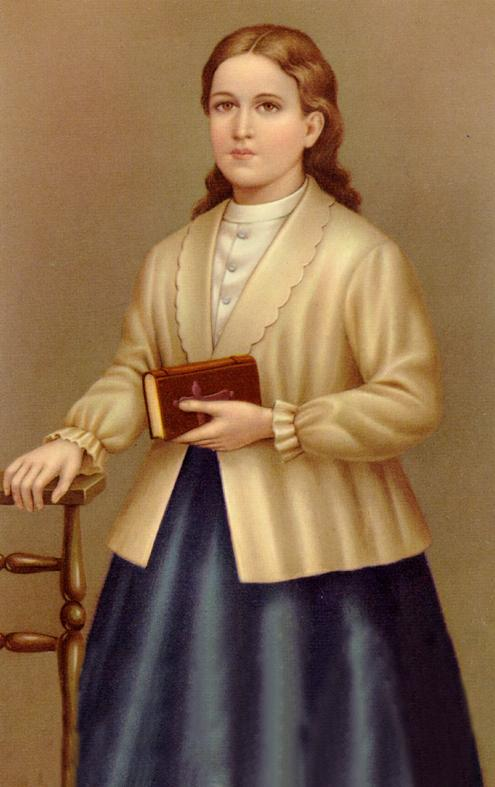
chân dung Narcisa

Narcisa de Jesús Martillo y Moran (1832-1869) là một vị thánh Công giáo La Mã của vùng Nobol, Ecuador. Cô là một nữ giáo dân được biết đến với lòng sùng kính Chúa và tấm lòng từ thiện của mình, cô đã trở thành một trinh nữ thánh hiến. Cô được Giáo hoàng John Paul II phong chân phước vào ngày 25 tháng 10 năm 1992 và được phong thánh ngày 12 tháng 10 năm 2008 bởi Giáo hoàng Biển Đức XVI.

## Cuộc đời
Narcisa de Jesús Martillo Morán một thiếu nữ Ecuador, sinh tại Nobol (giáo phận Guayaquil), cô là người thứ 6 trong một gia đình có đến 9 người con. Mồ côi mẹ lúc còn nhỏ, Narcisa làm những công việc nội trợ. Khi 20 tuổi, vì muốn đi kiếm cha linh hướng, cô lên Guayaquil. Cô làm quen với cha Pedro Gual, dòng Phanxicô, và cha thu xếp cho cô vào ở trong một tu viện ở Lima (Peru). Cô phải sống cuộc đời đơn sơ, giúp đỡ những người nghèo khổ bệnh tật. Dường như Narcisa muốn diễn lại cuộc khổ nạn của Chúa Kitô trong cuộc đời của mình, qua những khổ hình trên thân xác. Cô qua đời năm 1869 và linh cữu được an táng tại Santuario de Santa Narcisa de Jesus Martillo y Morán in Nobol, Ecuador. Ngày lễ của cô là 30 tháng tám.
|  | Chủ đề Cơ Đốc giáo |